# Proiettore Leigh
Il proiettore Leigh (dall'inglese Leigh light), un proiettore da ricerca aerotrasportato di costruzione britannica, fu utilizzato nella lotta antisommergibile durante la seconda guerra mondiale. La luce era prodotta da una lampada ad arco e venne installato su diversi pattugliatori marittimi del Coastal Command della Royal Air Force.

## Sviluppo

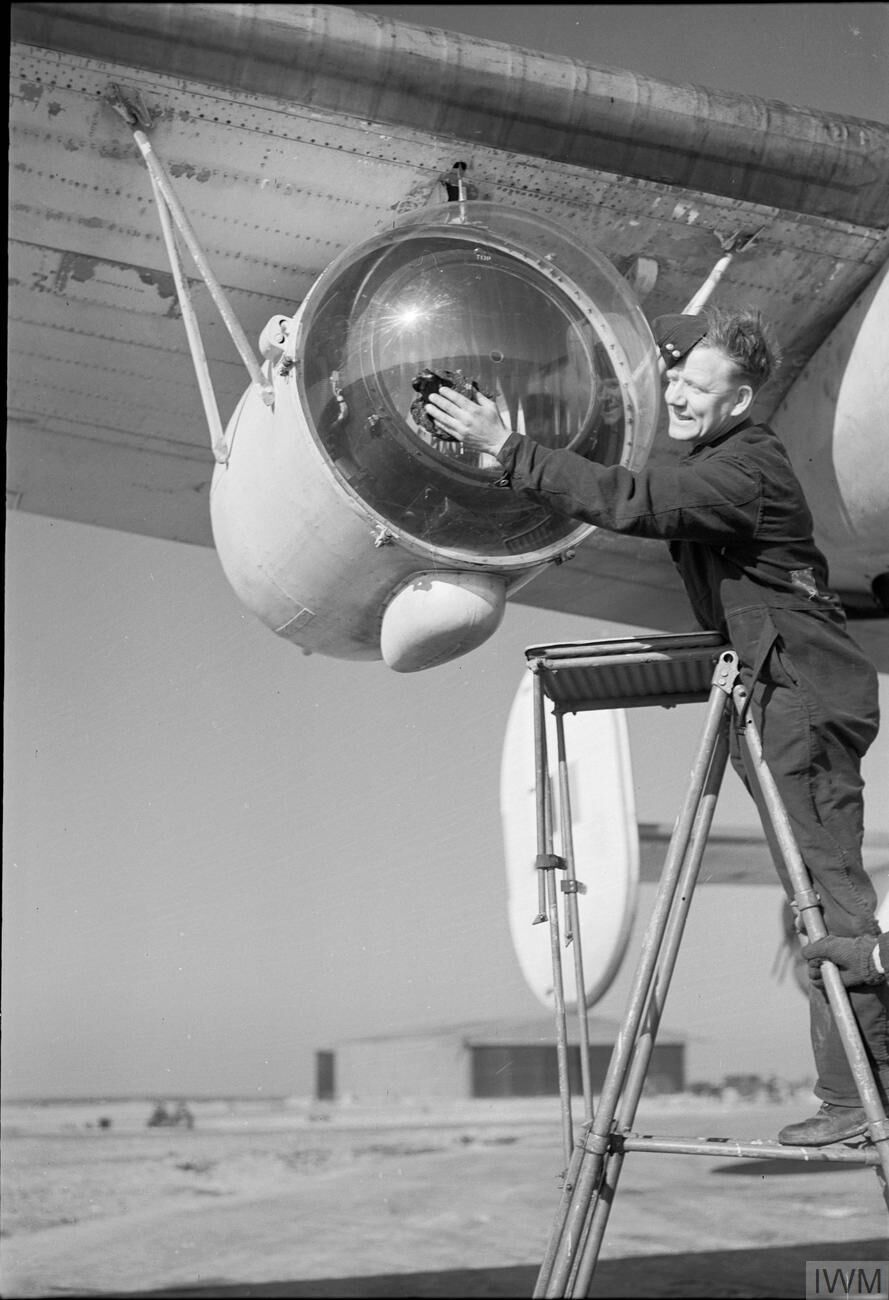
Un proiettore Leigh installato sotto l'ala di un Liberator del Coastal Command.

Il contrasto ai sommergibili tedeschi rappresentava un obiettivo primario per gli alleati, in particolar modo a difesa dei convogli che trasportavano rifornimenti dal Canada e dagli Stati Uniti, principali bersagli dell'attività degli U-Boot della Kriegsmarine.
L'impiego del radar per la scoperta dei sommergibili che, di notte (in attesa dei loro bersagli), ricaricavano le batterie in emersione, rappresentò un primo significativo elemento di successo nel complesso delle operazioni che passò alla storia con il nome di battaglia dell'Atlantico.
I primi modelli di radar, tuttavia, presentavano un raggio minimo di utilizzo che non consentiva agli equipaggi dei ricognitori di individuare il bersaglio direttamente e, fino alla metà del 1942, allo scopo di illuminare il bersaglio individuato dal radar, venivano impiegati razzi illuminanti. L'impiego dei razzi costringeva tuttavia il velivolo di ricerca ad un doppio passaggio sul bersaglio: il primo per illuminarlo, il secondo per il lancio delle cariche di profondità per cercare di affondarlo. Questo doppio passaggio concedeva pertanto un, seppur breve, lasso di tempo al sommergibile per tentare la fuga.
Humphrey de Verd Leigh, secondo le diverse fonti Squadron Leader (corrispondente al grado di maggiore) oppure Wing Commander (corrispondente al grado di tenente colonnello) della RAF, presentò la propria nuova soluzione dopo numerosi colloqui con gli equipaggi dei ricognitori di ritorno dalla missione: si trattava di utilizzare un proiettore da ricerca installato sul velivolo, rivolto nel senso di marcia. Leigh sviluppò il proiettore in segreto, tanto che nemmeno l'Air Ministry fu messo a conoscenza del progetto fino a quando non venne svelato il prototipo.
Le prime prove furono effettuate installando il proiettore su un Wellington della variante DWI, uno degli esemplari destinati a compiti di sminamento delle acque mediante sistema elettromagnetico.

## Descrizione tecnica
Il proiettore Leigh era composto da una lampada ad arco, funzionante a 120 -150 ampere, che produceva un fascio di luce capace di illuminare fino a 2 miglia di distanza (pari a 3 220 metri); era dotato di una lente, utilizzabile in modo facoltativo, che poteva diffondere la luce prodotta in modo da ampliarne l'area di copertura. L'energia per alimentare il proiettore era ottenuta da sette accumulatori alimentati in modo diverso a seconda del velivolo utilizzatore.
Vi erano sostanzialmente due tipi di proiettore: il primo, utilizzato sui Vickers Wellington e Warwick, era contenuto in una torretta ventrale a scomparsa (battezzata affettuosamente dustbin, bidone della spazzatura, per la forma caratteristica). Il proiettore aveva un diametro di 24 in (61 cm) ed emetteva un fascio di luce con intensità pari a 50 milioni di candele, che scendeva a 20 milioni in caso di utilizzo della lente di diffusione. In entrambi i velivoli gli accumulatori erano alimentati da un generatore alimentato dai motori dell'aereo stesso. Il sistema nel suo complesso pesava 1 100 lb (circa 500 kg).
Il secondo tipo di proiettore, impiegato sui Consolidated Liberator e Catalina, aveva un diametro di 20 in (51 cm) ed era agganciato sotto una delle semiali. Il fascio emesso in questo caso aveva un'intensità di 90 milioni di candele (17 milioni in caso di utilizzo della lente). Il peso dell'apparato era di circa 870 lb (395 kg). Nel caso del Liberator il generatore era azionato da un motore, mentre sul Catalina veniva usato un sistema con un'elica che sfruttava il movimento del velivolo stesso.
Le batterie potevano essere mantenute al massimo della loro carica a patto che il proiettore non venisse utilizzato per più di tre periodi, di 30" ciascuno, per ogni ora. Un set di batterie al massimo della carica poteva mantenere in funzione il proiettore per un periodo massimo di 6', senza dover essere ricaricato.
Per consentire all'operatore di ridurre il tempo di funzionamento (utile oltre che per le batterie, anche per impedire al sommergibile oggetto dell'attacco di accorgersi per tempo dell'arrivo del velivolo) il sistema era dotato di indicatori che permettevano di verificare in anticipo quale sarebbe stata la direzione del raggio luminoso emesso dal proiettore.

## Impiego operativo
Il proiettore Leigh venne installato sui pattugliatori del Coastal Command a partire dalla tarda primavera del 1942 ed il suo impiego portò immediatamente risultati significativi: gli equipaggi degli U-Boot di notte faticavano ad accorgersi dell'arrivo dei velivoli, in quanto il rumore delle proprie macchine impediva di percepire il ronzio degli aerei in lontananza. Questo fattore, unito alla maggior precisione degli attacchi consentiti dal fascio di luce emesso dal proiettore, determinò una variazione nelle tattiche dei sommergibili, che ora preferivano ricaricare le batterie alla luce del giorno: a fronte di una maggiore visibilità, vi era la possibilità di avvistare in anticipo gli aerei in avvicinamento e di potersi immergere tentando la fuga.
Il risultato di questi mutamenti tattici, contribuì a ridurre le perdite mensili di naviglio a fronte di attacchi portati dagli U-Boot che (a partire dal mese di agosto del 1942) passarono da 600 000 a 200 000 t.
Il primo affondamento operato da un velivolo dotato del proiettore Leigh avvenne il 5 luglio 1942, quando un Wellington del No. 172 Squadron affondò il sommergibile U-502.

## Velivoli utilizzatori

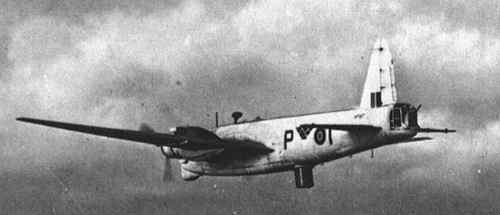
Un Vickers Wellington con la torretta ventrale contenente il proiettore estratta in posizione operativa.

Regno Unito
- Vickers Warwick
- Vickers Wellington

 Stati Uniti
- Consolidated B-24 Liberator
- Consolidated PBY Catalina